# Moisej Samuilovič Vajnberg
Moisej Samuilovič Vajnberg, též Mieczysław Weinberg, rusky Моисей Самуилович Вайнберг, polsky Mojsze [Mieczysław] Wajnberg (8. prosince 1919 Varšava – 26. února 1996 Moskva) byl sovětský skladatel židovského  původu. Od série koncertů na festivalu Bregenzu v Rakousku v roce 2010 je jeho hudba stále více označována za „jednu z nejoriginálnějších a nejpůsobivějších hudebních počinů dvacátého století“. Vajnbergova tvorba byla rozsáhlá, zahrnovala 26 symfonií, 17 smyčcových kvartetů, téměř 30 sonát pro různé nástroje, 7 oper a řadu filmových partitur.

## Život
Moisej Samuilovič Vajnberg absolvoval v roce 1939 klavírní oddělení konzervatoře ve Varšavě. V září 1939 uprchl do SSSR. O dva roky později ukončil studium skladby na Běloruské státní konzervatoři v Minsku. Po napadení Sovětského svazu přesídlil do Taškentu, kde skládal pro místní operu. Poprvé se tu též setkal s Dimitrijem Šostakovičem. Na jeho popud pak od roku 1943 žil v Moskvě.
Ke konci svého života trpěl Vajnberg Crohnovou nemocí a poslední tři roky života nevycházel z domácnosti, ač jinak stále pokračoval v komponování. Necelé dva měsíce před smrtí konvertoval k pravoslavnému vyznání. Jeho pohřeb se konal v Kostele Vzkříšení Slova. V roce 2004 jej jeden ruský kritik označil za „třetího největšího sovětského skladatele, spolu s Prokofjevem a Šostakovičem“.

## Dílo
Vajnbergova tvorba zahrnuje dvacet dva symfonií (z toho za pozoruhodnou lze označit zejména symfonii č. 21 "Kadish" věnovanou obětem povstání ve varšavském židovském ghettu za druhé světové války) další díla pro orchestr (včetně čtyř komorních symfonií a dvou sinfoniett), sedmnáct smyčcových kvartet, osm houslových sonát (tři pro sólové housle a pět pro housle a klavír), dvacet čtyři preludií pro violoncello a šest sonát pro violoncello (dvě s klavírem a čtyři pro sólový nástroj), čtyři violové sonát, šest klavírních sonát, a také hudbu k více než 40 hraným a animovaným filmům (včetně filmu Jeřábi táhnou, který obdržel Zlatou palmu na filmovém festivalu v Cannes, 1958). Napsal sedm oper, přičemž za jednu z nejdůležitějších prací je považována opera Pasažérka (Passazhirka) (napsaná v letech 1967–68, premierovaná v roce 2006). Britská nahrávací společnost Olympia byla mezi prvními, které na konci 90. let 20. století zvýšily obecné povědomí o Vajnbergovi a to prostřednictvím série sedmnácti nahrávek jeho hudby na CD. Od té doby Vajnbergovu hudbu nahrálo mnoho dalších hudebních nakladatelství (včetně Naxos, Chandos, ECM a Deutsche Grammophon.
Vajnbergova díla mají někdy v sobě silný prvek vzpomínky, s odkazem na jeho formativní roky ve Varšavě a na válku, která ukončila tento dřívější život. V jeho hudebním stylu je též patrná tato po harmonii. Lyudmilla Nikitina zdůrazňuje u Vajnbergových děl „neoklasickou, racionální jasnost a proporci“.
Obecněji lze Vajnbergův kompoziční styl popsat jako moderní, ale přístupný. Jeho harmonický jazyk je obvykle založen na rozšířené/ volné tonalitě smíchané s příležitostnou polytonalitou (např. jako ve dvacáté symfonii) a atonalitou (např. jako v dvanáctém smyčcovém kvartetu nebo 24 preludiích sólové violoncello). Jeho dřívější díla vykazují neoromantické tendence a výrazně čerpají z lidové hudby, zatímco jeho pozdější díla, která přicházejí se zlepšenými sociálními podmínkami a větší kompoziční zralostí, jsou složitější a střízlivější. Avšak i v těchto pozdějších experimentálních dílech z konce šedesátých, sedmdesátých a osmdesátých let (např. Třetí houslová sonáta nebo desátá symfonie) si Vajnberg zachovává živý smysl pro tradici, který se projevuje v používání klasických forem, omezenější tonalitě nebo lyricky melodických pasáží. Mnohá z jeho instrumentálních děl obsahují vysoce virtuózní místa, která kladou na umělce značné technické požadavky.

### Opery
- Pasažérka, Op. 97 (1967/68, podle knihy Zofia Posmysz)
- Madonna a voják («Мадонна и солдат», Op. 105 na libreto Alexandra Medveděva, 1970)
- Láska k d'Artagnanovi («Любовь Д’Артаньяна», 1971)
- Pozdravuji («Поздравляем!», Op. 111 podle divadelní hry Mazel Tov jejímž autorem je Šolom Alejchem (1975)
- Lady Magnesia («Леди Магнезия», Op. 112 podle George Bernarda Shawa, 1975)
- Portret (opera) (Op. 128 podle Nikolaje Gogola, 1980)
- Idiot (Op. 144 podle Dostojevského, 1985)